# Liste der Monuments historiques in Corcieux
Die Liste der Monuments historiques in Corcieux führt die Monuments historiques in der französischen Gemeinde Corcieux auf.

## Liste der Objekte
| Bezeichnung                            | Beschreibung                                                   | Standort                                        | Kennzeichnung | Schutzstatus    | Datum     | Bild |
| -------------------------------------- | -------------------------------------------------------------- | ----------------------------------------------- | ------------- | --------------- | --------- | ---- |
| Zwei Kirchenfenster                    | bezeichnet 1567; 1944 zerstört                                 | in der Kirche Notre-Dame-de-l’Assomption (Lage) | PM88001119    | Classé gelöscht | 1905 1947 |      |
| Mater-Dolorosa-Retabel                 | eventuell von Claude Bassot, 1613; 1944 zerstört               | in der Kirche Notre-Dame-de-l’Assomption (Lage) | PM88001121    | Classé gelöscht | 1905 1947 |      |
| Kanzel                                 | Holz, Mitte des 18. Jahrhunderts; 1944 zerstört                | in der Kirche Notre-Dame-de-l’Assomption (Lage) | PM88001120    | Classé gelöscht | 1905 1947 |      |
| Glocke                                 | Bronze, 1731 gegossen                                          | in der Kirche Notre-Dame-de-l’Assomption (Lage) | PM88001117    | Classé gelöscht | 1922 1947 |      |
| Gemälde Saint Joery et ses deux filles | Ölfarbe auf Leinwand, Ende des 16. Jahrhunderts; 1944 zerstört | in der Kirche Notre-Dame-de-l’Assomption (Lage) | PM88001118    | Classé gelöscht | 1907 1911 |      |